# Stylistique
La stylistique est l'étude des particularités d'écriture d'un texte. Il s'agit d'une discipline issue de la rhétorique et de la linguistique.

## Origine du mot
La stylistique renvoie à la notion de « style » (ou « stile » dans la dérivation novolatine en ancien français), qui dans l'Antiquité, désignait ce poinçon de fer ou d'os qui servait à écrire sur de la cire, et dont l'autre extrémité, aplatie, permettait d'effacer ce qu'on avait écrit. Des siècles après, on reconnaît dans cet objet l'ancêtre du stylo. Mais à l'époque déjà, par glissement métonymique de l'instrument à son résultat, le style est aussi la manière d'écrire, la tournure de l'expression. Cicéron l'emploie dans ce sens figuré dès le premier siècle avant notre ère.

## Origine
La stylistique s'est développée plus particulièrement à partir du XIXe siècle. Mais la rhétorique ancienne avait déjà mis en place tout un appareil d'analyse des particularités du langage d'un écrivain et plus particulièrement les figures de style. Aux XVIIe et XVIIIe siècles et au début du XIXe siècle, un grand nombre de traités de rhétorique, incluant les figures de style, désignées à cette époque sous le terme de tropes, furent retrouvés. Les penseurs et analystes en rhétorique étaient désignés comme des rhéteurs.

## Objet de la stylistique

### Stylistique de la langue et stylistique littéraire
Il existe deux approches différentes de la stylistique souvent considérées comme antagonistes : la stylistique de la langue et la stylistique littéraire.
Charles Bally, dans son Traité de stylistique française, s'est intéressé à la stylistique de la langue et l'a définie ainsi : la stylistique « étudie la valeur affective des faits du langage organisé, et l’action réciproque des faits expressifs qui concourent à former le système des moyens d’expression d’une langue. La stylistique peut être, en principe, générale, collective ou individuelle, mais l’étude ne peut présentement se fonder que sur le langage d’un groupe social organisé ; elle doit commencer par la langue maternelle et le langage parlé. […] La stylistique peut, en principe, s’attacher à l’étude d’une langue morte ou d’un état de langage qui n’existe plus ; mais en aucun cas elle ne peut être une science historique ; la cause en est que les faits de langage ne sont faits d’expression, que dans la relation réciproque et simultanée qui existe entre eux ».
La stylistique littéraire, pour sa part, s'intéresse plutôt aux particularités du style d'un auteur. Pour Buffon, ainsi, le style, c'est l'homme même, c'est-à-dire que le style, c'est l'écart par rapport à la norme linguistique. Cet écart peut être de différents ordres mais il vise à produire un effet chez le lecteur (ou chez l'auditeur). Georges Mounin distingue le style comme écart, le style comme élaboration (cependant, précise-t-il, tout écart ou toute élaboration ne fait pas nécessairement style) et le style et la connotation.
Michel Riffaterre défend l'idée que la « stylistique » étudie les messages comme portant l'empreinte de la personne du locuteur.
Selon Cressot toute extériorisation de la pensée qu’elle se fasse par la parole ou au moyen de l’écriture (c’est-à-dire la communication) est un processus subjectif et rhétorique destiné à agir sur le destinataire. L'énonciateur opère donc un choix parmi les possibilités ouvertes par la langue et affectant différents niveaux linguistiques comme la morphologie, la syntaxe, l'ordre des mots, la lexicologie ou les temps verbaux.
Pour Marouzeau le style est « l’attitude que prend l’usager, écrivant ou parlant, vis-à-vis du matériel que la langue lui fournit » alors que pour le linguiste allemand Leo Spitzer, le style est « la mise en œuvre méthodique des éléments fournis par la langue ».